# Юль, Юст
Юст Юль (дат. Just Juel; 14 октября 1664 — 8 августа 1715) — датский вице-адмирал, посланник Дании на  России.

## Биография
Родился 14 октября 1664 года в Виборге в семье Хенрика Юля и Софии Хёг, дочери государственного канцлера Юста Хёга. Происходит из рода Юэль. В 1680—1682 годах учился в Кильской академии, затем отец пытался устроить его на службу в Немецкую канцелярию, однако, несмотря на протекцию, сделать ему это не удалось. Вслед за этим Юль уехал в Нидерланды.
В 1684 году Гааге он свёл знакомство с датским посланником, который посоветовал ему отправиться в Венгрию, где можно было поступить на военную службу для борьбы с турками. Однако этого не произошло, поскольку Юль случайно познакомился с норвежцем, который уговорил его поступить на службу в голландский военно-морской флот.
Он совершил два похода с конвоями в Средиземное море и в конце 1688 года вернулся в Данию. Здесь он узнал, что его родственник генерал-адмирал-лейтенант Нильс Юль полтора года назад записал его юнгой на датский флот.
В 1689 году Юль становится уже лейтенантом. Впоследствии служил под командованием адмирала Х.Спана и участвовал в перевозке войск в Англию. В 1690 году произведён в капитаны.
В 1694 году командовал судном «Линдурмен», участвовавшем в проведении конвоя к берегам Франции. На обратном пути в мае 1695 года вступил в бой с английским военным кораблём, потребовавшим приспустить перед ним флаг. После пятичасового боя англичанин ушёл, позволив Юлю продолжить свой путь.
В 1697 году получил чин командор-капитана.
В начале Северной войны служил под командованием У. К. Гюлленлёве, будучи его флаг-капитаном. Затем, когда возникла угроза бомбардировки Копенгагена объединённым англо-голландско-шведским флотом, ему было доверено командование частью прамов, огонь которых практически свёл на нет эффективность артиллерии противника.
В 1704 году во время поездки Фредерика IV в Норвегию командовал королевской яхтой. После возвращения в Данию произведён в командоры.
В 1709 году Юль получил приказ отправиться в Россию в качестве датского посланника. Согласно полученной инструкции, он должен был узнать, насколько вероятно продолжение войны со шведами, достаточно ли у России для этого ресурсов, а также выведать у царя величину субсидий, которые он сможет заплатить Дании в случае её повторного вступления в войну. Кроме того, Юль должен был обсудить с русской стороной вопросы заключения торгового договора и урегулирования территориального спора в норвежской Лапландии.
Дипломатическая деятельность Юля не была отмечена особым успехом, зато ему удалось собрать множество ценных сведений о русской жизни периода правления Петра I. Его наблюдения зафиксированы в дневнике, который он был обязан вести согласно инструкции, данной ему королевскими советниками О. Краббе и Г. Сехестедом.
По возвращении в 1712 году в Данию Юль был произведён в вице-адмиралы.
Впоследствии он продолжал служить на флоте. Осенью 1714 года датский король вновь предложил ему отправиться послом к русскому двору, однако Юль ходатайствовал перед королём «о всемилостивейшем избавлении его от столь важного поручения».
8 августа 1715 года возле Ясмунда произошло сражение между датским и шведским флотом, в котором авангардом датской эскадры командовал Юст Юль. После продолжительного боя шведы были вынуждены уйти в Карлскруну. Датчане потеряли 127 человек убитыми, среди которых был и Юст Юль. Над его могилой в роскильдском соборе Святого Люция укрепили поразившее его неприятельское ядро.
Похоронен в Роскильском соборе.

## Семья
С 1702 года был женат на дочери адмирала Кристиана Бельке Эделе.